# Colletes eardleyi
Colletes eardleyi är en biart som beskrevs av Kuhlmann 2007. Colletes eardleyi ingår i släktet sidenbin, och familjen korttungebin. Inga underarter finns listade i Catalogue of Life.